# Qi Baishi

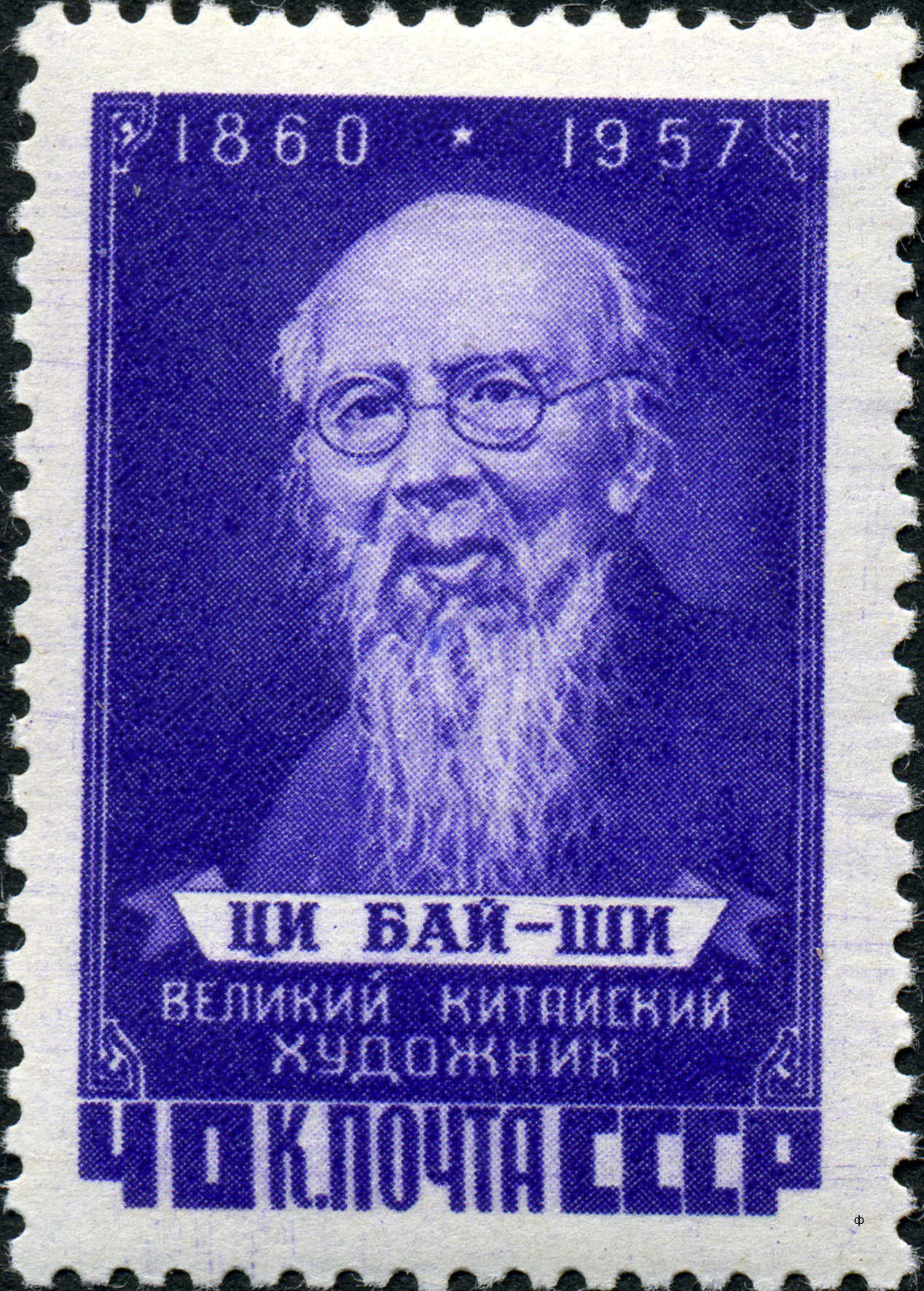
Qi Baishi auf einer Postmarke der UdSSR

Qi Baishi (chinesisch 齐白石/齊白石, Pinyin Qí Báishí, W.-G. Ch'i Pai-shih; Pseudonyme: Qí Huáng (齐璜/齊璜), Qí Wèiqīng (齐渭清/齊渭清), Tschi Pai-schi und Chi Po-shih; * am 22. Tag des 11. Monats des Jahres Tongzhi 2, also am 1. Januar 1864 in Xiangtan, Provinz Hunan, Kaiserreich China; † 16. September 1957 in Peking, Volksrepublik China) war ein bedeutender chinesischer Maler der Moderne.

## Leben
Als Sohn eines Bauern geboren, wurde Qi Baishi mit 14 Jahren Tischler. Im Alter von 20 Jahren lieh er ein Buch über die Malkunst und begann zu malen. Seine Karriere als Maler von Porträts und volkstümlichen Darstellungen begann er in seiner Heimat. Erst als er 40 Jahre alt war, machte er eine Rundreise durch China, um berühmte Landschaften etwa in Hubei, Shaanxi, Hebei, Jiangxi, Guangdong und Guangxi zu besichtigen. 1917 ließ er sich in Peking nieder und brachte es dort in hohem Alter zu großer Berühmtheit: 1953 wurde er zum ersten Präsidenten der Chinesischen Künstlervereinigung sowie in den Nationalen Volkskongress gewählt. 1955 wurde ihm der Internationale Friedenspreis des Weltfriedensrats für das Jahr 1950 verliehen.

## Werk
Qi Baishi übernahm zwar noch Elemente der traditionellen Gelehrtenmalerei, entwickelte die Technik aber erheblich weiter. Seine im Xieyi-Stil gehaltenen Bilder zeichnen sich durch einfache Strukturen und schnelle, gekonnte Pinselstriche aus.
Zu Qis bevorzugten Sujets gehören ländliche Szenerien, Ackergeräte, vor allem aber besonders lebensecht wirkende Darstellungen von Kleintieren wie Krabben, Krebsen und Kaulquappen, von Mäusen, Vögeln und Insekten sowie von Pflanzen wie Päonien, Lotos, Kürbissen und Bananen. Menschliche Figuren wirken auf seinen Bildern indes häufig etwa unbeholfen und naiv gestaltet. Manche Bilder tragen auch humoristische Züge.
Eine Tuschezeichnung von Qi Bashi mit der Darstellung eines Adlers auf einem Kiefernstamm wurde im Jahre 2011 bei einer Auktion in Peking zum Preis von 425,5 Millionen Yuan (ca. 65,5 Mio. Dollar) von einem Unbekannten ersteigert.